# محسن علم الدين
محسن علم الدين (توفي 5 يونيو 2022) منتج سينمائي مصري. اسمه بالكامل محسن محمد الحسيني علم الدين. ساهم بإثراء مكتبة السينما العربية بأعماله، عمل مع كبار الكتاب والمخرجين كفطين عبد الوهاب، وصلاح أبو سيف، ومحمود ذو الفقار، حلمي حليم، وحسن الإمام، ونيازي مصطفى، وحسام الدين مصطفى، وحسين كمال، وأحمد يحيى. له رصيد عالي لدى كبار النجوم لما عرف به من مصداقية وخبرة بالمجال السينمائي.

## سيرته الذاتية
- حاصل على بكالوريوس تجارة إدارة أعمال عام 1966.
- عضو بنقابة المهن السينمائية (عضوية رقم 520)، وعضو بغرفة صناعة السينما (عضوية رقم 305).
- عمل كأستاذ إدارة الإنتاج والإعلان والعلاقات العامة بالمعهد العالي للسينما من 1982 إلى 1990.
- عمل مع المنتج الراحل رمسيس نجيب منذ سنة 1961 حتى 1978.
- عمل كمدير لإنتاج الشركة العربية للسينما (رمسيس نجيب وشركاه) من سنة 1961 حتى سنة 1969.
- عمل كمدير معمل خورشيد للطبع والتحميض من سنة 1964 حتى سنة 1967.
- مدير لاستوديوهات ومعامل ناصيبان من 1968 إلى سنة 1972.
- منتج منفذ لشركة مراد فيلم (مراد رمسيس نجيب) من سنة 1970 حتى سنة 1979.
- صاحب ومدير شركة فينوس فيلم من 1979 حتى تاريخه.
- مستشار فني لشركة إسماعيلية آرت سيتي من سنة 1988 حتى سنة 1989.
- مدير عام ومنتج منفذ لشركة سفنكس فيلم للإنتاج والتوزيع من 1990 حتى تاريخه.
- مدير عام للإنتاج والتوزيع ومنتج منفذ للشركة العربية للإنتاج الإعلامي والثقافي (شعاع) ش.م.م. من 1998 حتى 1999.
- قام بالعمل كمنتج ومنتج منفذ لأفلام عديدة تم تصويرها خارج جمهورية مصر العربية (فرنسا، إسبانيا، تونس، المغرب، الأردن، سوريا، لبنان، اليونان، إيطاليا).
- عضو مجلس إدارة نقابة المهن السينمائية من 1982 حتى 1990.
- عضو مجلس إدارة غرفة صناعة السينما بالانتخاب والتعيين من 1980 حتى وفاته ونائب رئيس مجلس إدارة الغرفة من 2001 حتى وفاته.
- عضو اللجنة العليا لمهرجان القاهرة السينمائي من 1988 حتى وفاته.
- عضو مجلس إدارة جمعية كتابي وفناني وأعلامي الجيزة.
- عضو مجلس إدارة الجمعية المصرية لفنون الثقافة والإبداع.
- عضو نادي الجزيرة الرياضي ونادي اليخت.
- عمل كمنتج منفذ ل25 فيلم لشركة مراد فيلم (الخيط الرفيع، حب وكبرياء، أختي، دمي ودموعي وابتسامتي، الحب الضائع، إمبراطورية ميم، الرصاصة لا تزال في جيبي، حتى آخر العمر، بعيدا عن الأرض، إمبراطورية ميم، نحن لا نزرع الشوك، بئر الحرمان، شيء في صدري، الخوف، بعيدا عن الأرض، هذا أحبه وهذا أريده، اذكريني، القط أصله أسد، شيء من العذاب، نص ساعة جواز، 7 أيام في الجنة، كرامة زوجتي، أفراح، أه من حواءـ امتثال)
- عمل كمنتج منفذ ل 18 فيلم لشركة سفنكس فيلم (الخادم، السجينة 76، دنيا عبد الجبار، موعد مع الرئيس، الفضيحة، ثلاثة على الطريق، ابن مين بسلامته، دماء على الثوب الأبيض، حبيبتي من تكون، حالة مراهقة، أحذروا هذه المرأة، مراهقون ومراهقات، نساء صعاليك، الحجر الداير، ثلاثة على مائدة الدم، الناجون من النار، عليه العوض)
- عمل كمنتج منفذ ل 3 مسلسلات لشركة سفنكس للإنتاج والتوزيع (لا يا زوجتي العزيزة، حضرة المحترم، دموع الغضب)
- عمل كمنتج منفذ ل 4 مسرحيات لشركة سفنكس (مسرحية 727، حزمني يا بابا، عالم قطط، سداح مداح)
- عمل كمدير شركة سفنكس لمدة 10 سنوات
- عمل كمنتج لمسلسلات لشركة فينوس (امرأة في شق الثعبان)
- شهادة من غرفة صناعة السينما بإنتاج 6 أفلام
- مدير عام لشركة شعاع لإدارة دور العرض السينمائي

## أعماله

### أولاً: إدارة إنتاج مع رمسيس نجيب
- وا إسلاماه
- لا تذكريني
- موعد في البرج
- غدا يوم آخر
- رسالة من امرأة مجهولة
- الطريق المسدود
- إسماعيل يس في الأسطول
- زقاق المدق
- أبو حديد
- هذا هو الحب
- أجراس السلام
- إضراب الشحاتين
- 3 نساء
- حكاية العمر كله
- أفراح
- غرام الأسياد
- نصف عذراء
- أقوى من الحياة
- الفانوس السحري
- أدهم الشرقاوي
- حتى نلتقي
- إسماعيل يس في الطيران
- عروس النيل
- سلطان
- بهية
- هي والرجال
- العنب المر
- روعة الحب
- الزوجة الثانية

### ثانيا: الأفلام الأجنبية التي تم تصويرها بمصر
- السهم الذهبي (إيطالي)
- الإنجيل (أمريكي)
- المقامر الكبير (هندي)

### ثالثاً: أعمال قام بتنفيذ إنتاجها (منتج منفذ) مع رمسيس نجيب
- الخيط الرفيع
- أختي
- الرصاصة لا تزال في جيبي
- الحب الضائع
- بعيدا عن الأرض
- بئر الحرمان
- الخوف
- اذكريني
- شيء من العذاب
- 7 أيام في الجنة
- أفراح
- امتثال
- الغضب
- عودة أخطر رجل في العالم
- حب وكبرياء
- دمي ودموعي وابتسامتي
- حتى آخر العمر
- إمبراطورية ميم
- نحن لا نزرع الشوك
- شيء في صدري
- هذا أحبه وهذا أريده
- القط أصله أسد
- نصف ساعة جواز
- كرامة زوجتي
- آه من حواء
- روعة الحب
- لسنا ملائكة

### رابعاً: أفلام قام بتنفيذ إنتاجها (منتج منفذ) لحساب سفنكس فيلم
- الخادم
- نساء صعاليك
- دنيا عبد الجبار
- مراهقون ومراهقات
- ثلاثة على الطريق
- الفضيحة
- الناجون من النار
- ابن مين بسلامته
- شفاه لا تعرف الكذب
- حالة مراهقة
- احذروا هذه المرأة
- السجينة 67
- ثلاثة على مائدة الدم
- الحجر الداير
- دماء على الثوب الأبيض
- موعد مع الرئيس
- عليه العوض
- حبيبتي من تكون

### خامساً: أفلام قام بالإشراف على إنتاجها وتوزيعها (كمنتج منفذ) لحساب شركة شعاع
- فتاة من إسرائيل
- كلام الليل
- أرض الخوف
- فل الفل
- الشرف
- أولى ثانوي

### سادساً: مسرحيات قام بتنفيذها
- مسرحية 727. بطولة: محمود عبد العزيز. إخراج: كرم مطاوع
- مسرحية حزمنى يا. بطولة: فيفي عبده، حسن حسني. إخراج: سمير العصفوري
- مسرحية عالم قطط. بطولة: بوسي، محمد الحلو. إخراج: سمير العصفوري
- مسرحية سداح مداح. بطولة: سعيد صالح، يونس شلبي.إخراج: فهمي الخولي

### سابعاً: مسلسلات قام بتنفيذها
- المانشيت الأحمر. بطولة: نادية الشناوي ،يوسف شعبان. إخراج: أنور الشناوي
- لا يا زوجي العزيز. بطولة: يوسف شعبان، ندى بسيوني، عبير صبري. إخراج: السيد طنطاوي
- حضرة المحترم. بطولة: أشرف عبد الباقي، سلوى خطاب. إخراج: السيد طنطاوي
- دموع الغضب. بطولة: يوسف شعبان، أحمد راتب، نهال عنبر. إخراج: السيد طنطاوي

### ثامنا: مسلسلات قام بإنتاجها
- ولم تنسى انها امراة.بطولة: سمير صبرى ؛ مرفت امين ؛ محمود قابيل. أخراج: احمد يحى
- البنات.بطولة: منة شلبي ؛ داليا البحيري ؛ خالد أبو النجا ؛ طلعت زكريا.

أخراج: احمد يحى
- امرأة في شق الثعبان.بطولة:نرمين الفقى، كمال أبو رية، حلمى فودة، حسن حسنى، سوسن بدر. إخراج: أحمد يحيى.
- أولاد عزام.إنتاج شركة فينوس فيلم بالاشتراك مع شركة صوت القاهرة للصوتيات والمرئيات.سنة الإنتاج 2007. بطولة نرمين الفقى، هشام عبد الحميد، سمير صبرى، طارق لطفى، محمد رياض، كريم كوجاك، عنبر، جلال عبد الباقى.، سوسن بدر.إخراج على عبد الخالق

### ثامناً: أفلام قام بإنتاجها وتوزيعها لحسابه (فينوس فيلم)
- الحب وحده لا يكفى
- أبو البنات
- أشياء ضد القانون
- السادة المرتشون
- الرجل الذي عطس
- آه يا بلد
- يا عزيزي كلنا لصوص

## الجوائز التي حصل عليها
- في عيد الفن عام 1978 : نال جائزة الدولة في إدارة الإنتاج عن فيلم الصعود إلى الهاوية
- في عيد الفن عام 1983 : نال جائزة الدولة للإنتاج المتميز عن فيلم السادة المرتشون
- في مهرجان الإسكندرية السينمائي حصل على عدة جوائز:
  - الجائزة الأولى في الإنتاج سنة 1982 عن فيلم الحب وحده لا يكفي
  - الجائزة الأولى في الإنتاج سنة 1983 عن فيلم أشياء ضد القانون
  - الجائزة الأولى في الإنتاج سنة 1984 عن فيلم السادة المرتشون
  - الجائزة الأولى في الإنتاج سنة 1989 عن فيلم يا عزيزي كلنا لصوص
  - جائزة خاصة عن الإنتاج المتميز للأعمال المتميزة التي ينتجها سنة 1985
- في مهرجان القاهرة السينمائي الدولي:حصل على جائزة الإنتاج عن فيلم أشياء ضد القانون وشهادة تقدير عن فيلم يا عزيزي كلنا لصوص
- في مهرجان أسوان السينمائي: حصل على جائزة إنتاج سنة 1982 عن فيلم الحب وحده لا يكفي كما حصل على جائزة إنتاج سنة 1985 عن فيلم السادة المرتشون وكذلك نال جائزة إنتاج 1986 عن فيلم يا عزيزي كلنا لصوص
- من جمعية الفيلم: حصل على جائزة إنتاج عن فيلم الحب وحده لا يكفي كما حصل على جائزة إنتاج عن فيلم أشياء ضد القانون وكذلك نال جائزة إنتاج عن فيلم السادة المرتشون
- من جمعية الفيلم: عن مجمل أعماله لسنة 2008
- من  جمعية فن السينما: حصل على جائزة إنتاج عن فيلم آه يا بلد كما حصل على جائزة إنتاج عن فيلم ليلة القبض على فاطمة وكذلك نال جائزة إنتاج عن فيلم الصعود إلى الهاوية
- نال العديد من الجوائز في الإنتاج أهمها:
  - جائزة الدولة في إدارة الإنتاج من الزعيم الراحل أنور السادات.
  - جائزة وزارة الثقافة عن الإنتاج المميز
  - ميدالية طلعت حرب من نقابة المهن السينمائية
  - جائزة تقديرية عن مسلسل البنات من وزارة الإعلام

## المهرجانات الدولية التي شارك فيها
1. موسكو
و شارك فيه بالأفلام التالية:
- الحب وحده لا يكفي 1980
- أشياء ضد القانون 1982
- الخادم 1989
- يا عزيزي كلنا لصوص 1990

2. طشقند
و شارك فيه بالأفلام التالية:
- أشياء ضد القانون 1983
- السادة المرتشون 1985

3. نيود لهي
و شارك فيه بالأفلام التالية:
- السادة المرتشون 1984

4. كارلو فيفاري
و شارك فيه بالأفلام التالية:
- حتى آخر العمر 1985

5. قرطاج
و شارك فيه بالأفلام التالية:
- الحب وحده لا يكفي 1982
- أشياء ضد القانون 1983
- الحب الضائع 1974
- الرصاصة لا تزال في جيبي 1976
- الخادم 1990

6. نيويورك
و شارك فيه بالأفلام التالية:
- الحب وحده لا يكفي 1980
- الصعود للهاوية 1980

7. لوس أنجلوس –مونتريال
و شارك فيه بالأفلام التالية:
- الحب وحده لا يكفي 1980
- الصعود إلى الهاوية 1980

8. روتردام
و شارك فيه بالأفلام التالية:
- ثلاثة على الطريق 1993

9. معهد العالم العربي بباريس
و شارك فيه بالأفلام التالية:
- ثلاثة على الطريق 1994

10. دمشق
و شارك فيه بالأفلام التالية:
- موعد مع الرئيس
- الخادم

11. كان
وقد شارك فيه من سنة 1990 إلى 1996 سنويا